# Chazos

El Chazo campesino tradicional del Austro de Ecuador

Chazos son los habitantes rurales del austro ecuatoriano, en concreto de la Provincia de Loja, El Oro y Zamora Chinchipe. Aunque su origen es incierto, posiblemente relacionado con la "chacina" que tradicionalmente elaboran, va más allá de una simple denominación geográfica, abarcando una identidad cultural. Los chazos han sido definidos e identificados por sus cualidades como el ánimo elevado, voluntad emprendedora, fuerza, dignidad, sinceridad y un profundo sentido del honor, que se asocian con la herencia hispana y la vida campesina. Esta identidad se manifiesta en su idioma distintivo ("lojanismos"), una profunda devoción a la Virgen de El Cisne, y una idiosincrasia que valora la familia, la propiedad privada y un fuerte orgullo por sus orígenes europeos, y una histórica desconfianza hacia el gobierno.

## Etimología e identificación
El término "chazo" se utiliza en la provincia de Loja, Ecuador, para referirse a los habitantes de las áreas rurales o, a nivel nacional, a todos los lojanos. Aunque el diccionario de la RAE no lo define, se especula que su origen podría estar relacionado con la palabra "chacina", un tipo de carne seca que los chazos tradicionalmente elaboran. Más allá de una simple denominación geográfica, "chazo" implica características culturales y de comportamiento, asociadas a costumbres campesinas o "chabacanas" en contraste con las urbanas. Sin embargo, diversos intelectuales lojanos han buscado redefinir y dignificar este calificativo.
Intelectuales como Eduardo Mora Moreno, en "Fisonomía de Loja", y Pío Jaramillo Alvarado, en "Crónicas y Documentos al Margen de la Historia de Loja y su Provincia", han explorado las particularidades del "chazo". Mora Moreno destaca su ánimo elevado, voluntad emprendedora, fuerza, vigor y un profundo sentido de dignidad, especialmente en los habitantes del sur de la provincia. Jaramillo Alvarado, por su parte, resalta una "distinguida ascendencia colonial" que se manifiesta en gestos caballerosos y una forma de hablar con acento español. Estas descripciones sugieren una identidad ligada a la herencia hispana y a una serie de valores distintivos.
Otros autores como Clodoveo Jaramillo Alvarado y Benjamín Carrión, aunque no siempre usen explícitamente el término "chazo", describen rasgos que se alinean con esta identidad: sinceridad, reflexión, heroísmo, naturalidad en el lenguaje y las costumbres, celo por el honor y una dignidad que rechaza el servilismo. Ángel Felicísimo Rojas, en su personaje "Bartolomé", lo presenta como un campesino grave, reservado pero bueno y fornido. En esencia, la concepción del "chazo lojano" ha evolucionado, trascendiendo una mera ubicación geográfica para abarcar una identidad cultural, caracterizada por la fortaleza, la lealtad, la sencillez y un profundo sentido de pertenencia.

## Geografía

### El Austro ecuatoriano

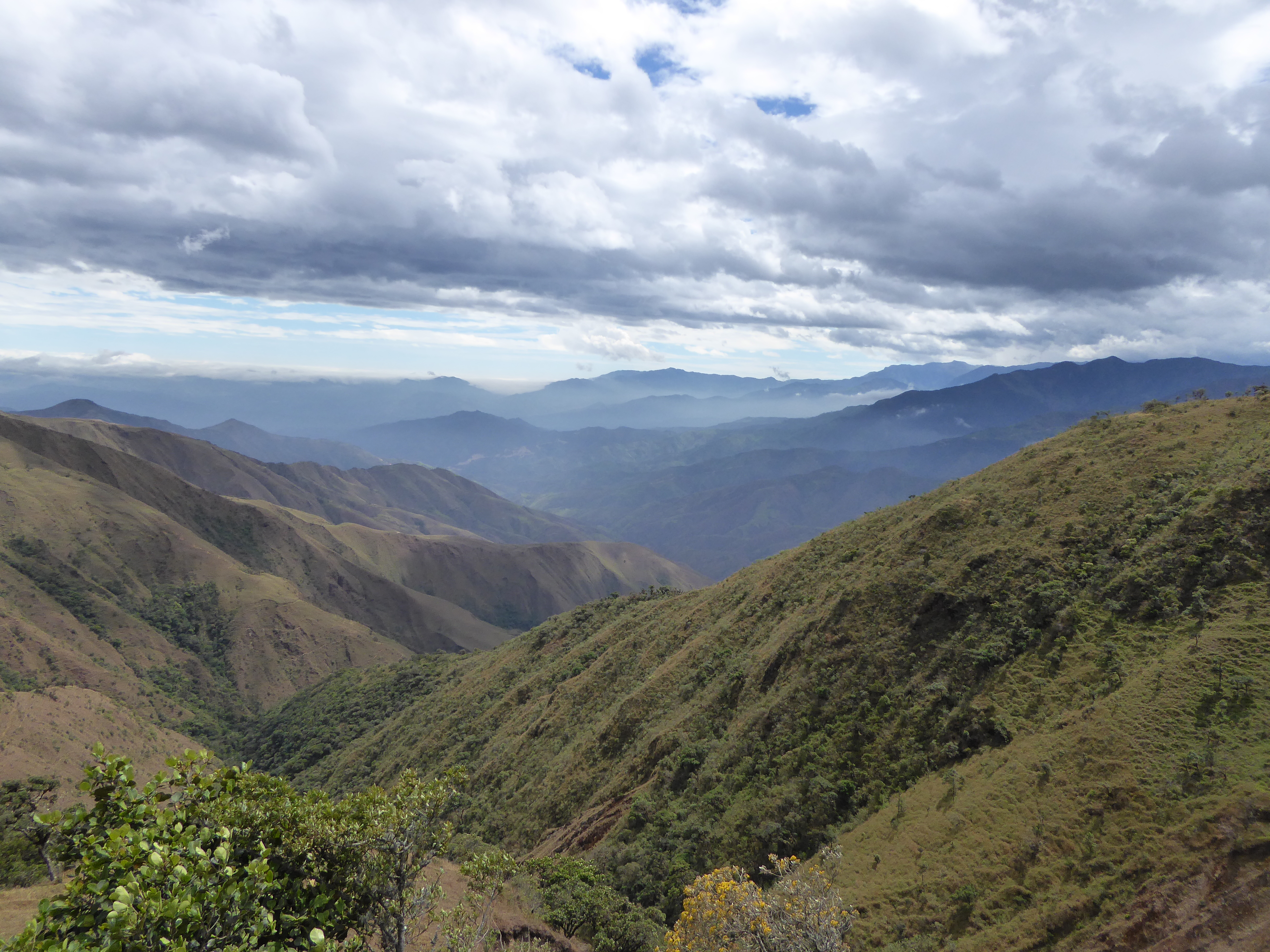
Paisaje en El Cisne, donde se lleva a cabo la procesión de la Virgen de El Cisne

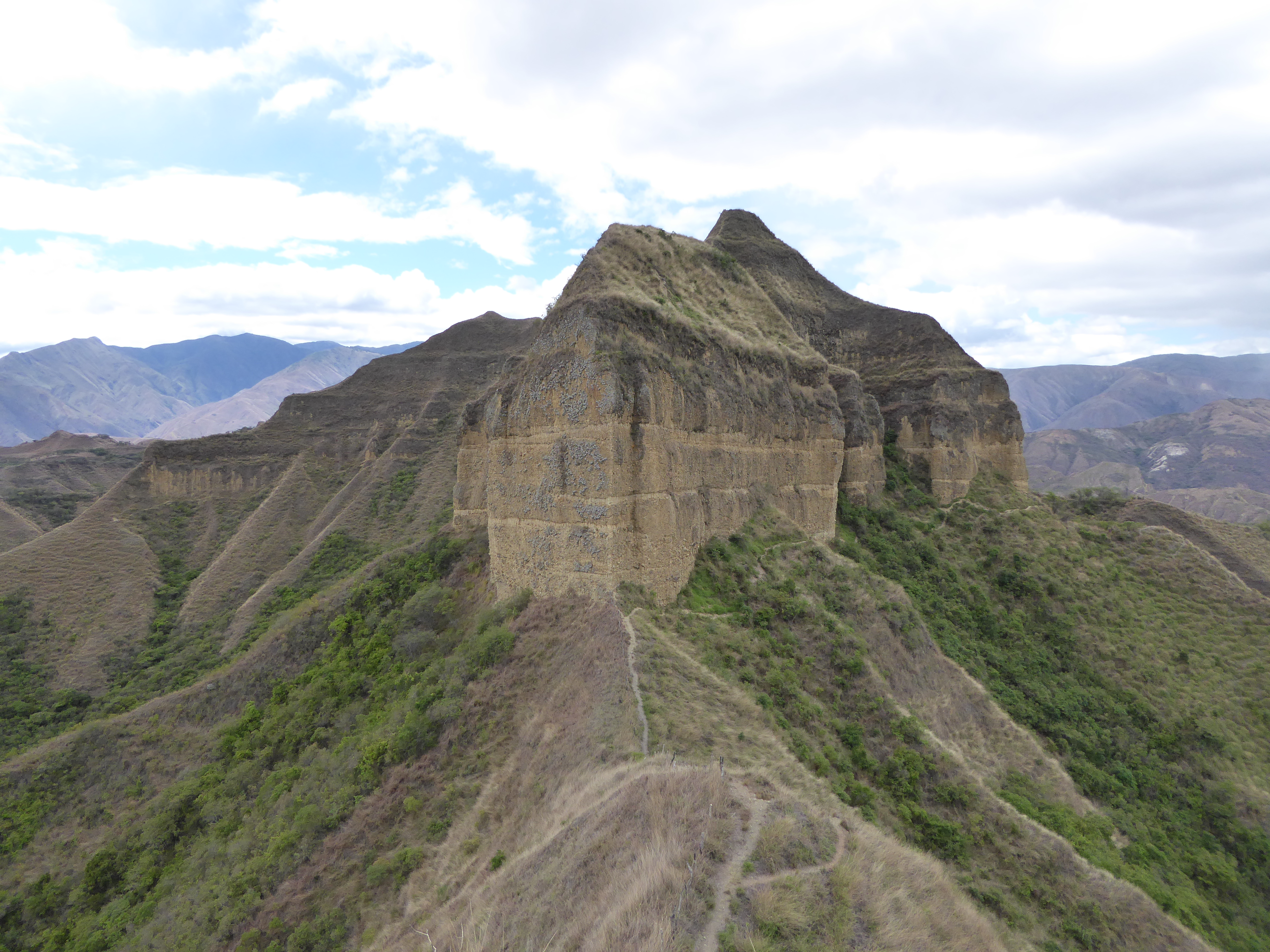
Cerro Mandango en Vilcabamba

La geografía del extremo sur de Ecuador en la provincia de Loja, El Oro y Zamora Chinchipe, Azuay y algunas regiones de Cañar. se caracteriza por una dislocación montañosa, donde la cordillera principal parece fragmentarse en numerosas ramificaciones secundarias, creando un paisaje abrupto y complejo. En este entorno geográfico accidentado del sur de Ecuador, habita el chazo. Metafóricamente descrito como un elemento más del paisaje inanimado de la cordillera, el chazo es un campesino arraigado a su tierra, producto de un mestizaje integral. Su presencia es fundamental en esta "bronca geografía austral". Históricamente, estas provincias del sur fueron sitios clave para la explotación aurífera, con importantes yacimientos en Zamora, Santa Bárbara y Portovelo. Esta actividad minera propició el establecimiento de un considerable número de españoles y criollos en las zonas rurales, dando lugar a concentraciones humanas que influyeron en la conformación social y racial de la región.

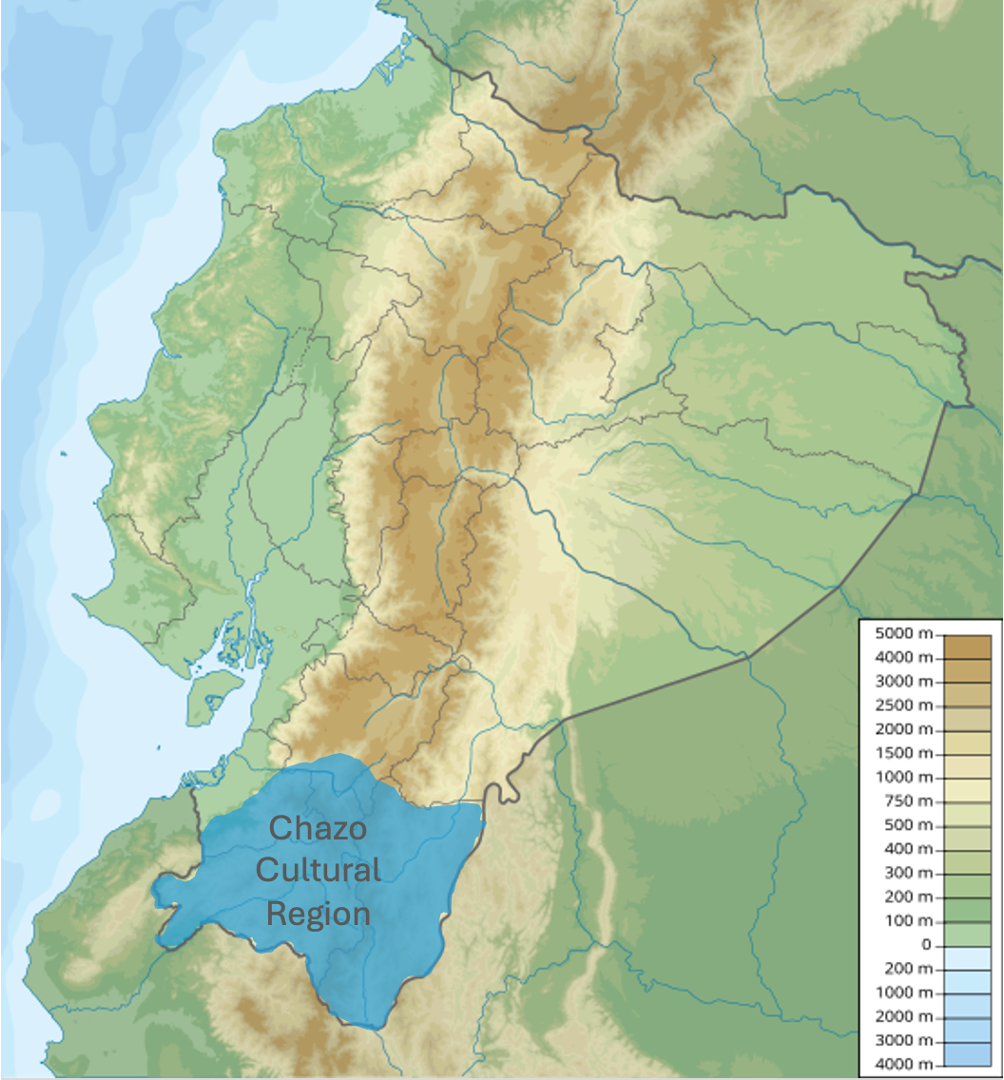
Región cultural de los Chazos

La presencia de los chazos se concentra principalmente en los cantones del sur de la provincia de Loja, especialmente aquellos que colindan con Perú, aunque también se les puede encontrar en otros cantones como Vilcabamba, Malacatos, Catamayo y La Toma. Esta distribución geográfica, que abarca desde áreas rurales hasta valles antiguos, evidencia una dispersión que, sin embargo, mantiene conexiones con sus lugares de origen. La movilidad de la población de la provincia, sobre todo desde las regiones del sur, hacia centros más urbanizados como Catamayo, ha contribuido a la mezcla y difusión de las características chazas.
Según Pío Jaramillo Alvarado, en la provincia de El Oro, particularmente en la región de Zaruma, la mayoría de los campesinos son propietarios de tierras, una característica que los distingue de otras zonas. Sus viviendas, de estilo rústico, son cómodas y bien mantenidas, y no se registran indicios de desnutrición o hambruna. Un rol destacado en esta área es el del arriero zarumeño, una figura a menudo asociada con la identidad del "chazo". Estos arrieros son reconocidos por su fuerza, caballerosidad y honestidad. Su pericia para transitar los difíciles caminos de montaña con sus mulas fue históricamente crucial para el desarrollo y abastecimiento de la ciudad de Loja, facilitando el comercio y la comunicación en la región.
Su territorio fue descrito de la siguiente manera:

Finalmente, sobre este mismo despliegue geográfico –el austro–, nos entregamos plenos a la viva irradiación del Matanga y el Piedra Blanca, breviario del chazo (…). Sobre Paucarbamba –la gran llanura de la protohistoria-, mientras nuestros pasos andariegos reposan en el recodo más largo del camino, en policromía de risas y colores, desfila en pintoresca romería el chazo, gallardo, duro, audaz; la dulce, la esquiva y soñadora chola de macana, la llapanga ágil que parece deslizarse sobre las penas en busca de sueños no alcanzados. Y allí la macana, el poncho, como pintados por el paisaje en una danza de colores y formas, dejan relieves místicos en el cuerpo de la tierra
Continuación del sentimiento popular andino es el canto del chazo

## Primeros poblamientos y etnografía

### Parentesco y filiación

Chazos en Pindal, Ecuador

El parentesco entre las familias chazas es una realidad palpable, a menudo identificable por los apellidos asociados a cantones específicos. Por ejemplo, en Alamor son comunes los Apolo y Velásquez; en Catamayo, los Aguinsaca y Arias; y en Macará, los Alvarado y Jumbo, entre muchos otros. Apellidos como Torres, Sánchez, Jaramillo y Jiménez son frecuentes en varios cantones, mientras que combinaciones como Rodríguez y Soto se encuentran en múltiples poblaciones cercanas. Esta prevalencia de ciertos apellidos en regiones geográficamente próximas sugiere un aislamiento histórico de las poblaciones, facilitado por las limitaciones en las vías de comunicación, lo que ha fomentado lazos familiares fuertes y endogámicos.
La filiación común del chazo es un tema de debate. Muchos pobladores atribuyen el origen de esta etnia a la migración de europeos, posiblemente judíos conversos, que llegaron por mar desde puertos del norte peruano (como Paita o Piura) buscando refugio de la Inquisición católica en zonas estratégicamente aisladas. Otra teoría sugiere que descienden de los europeos, mayoritariamente españoles, que poblaron las ciudades fundadas por Juan de Salinas hacia el oriente y el Amazonas, y que se vieron obligados a emigrar hacia el occidente al declinar la actividad minera. Físicamente, la población chaza exhibe una marcada mestización, predominantemente de grupos blancos y blanco-morenos, con una menor participación indígena y una presencia mínima o nula de componentes negros y asiáticos.

### Los chazos y los lojanos

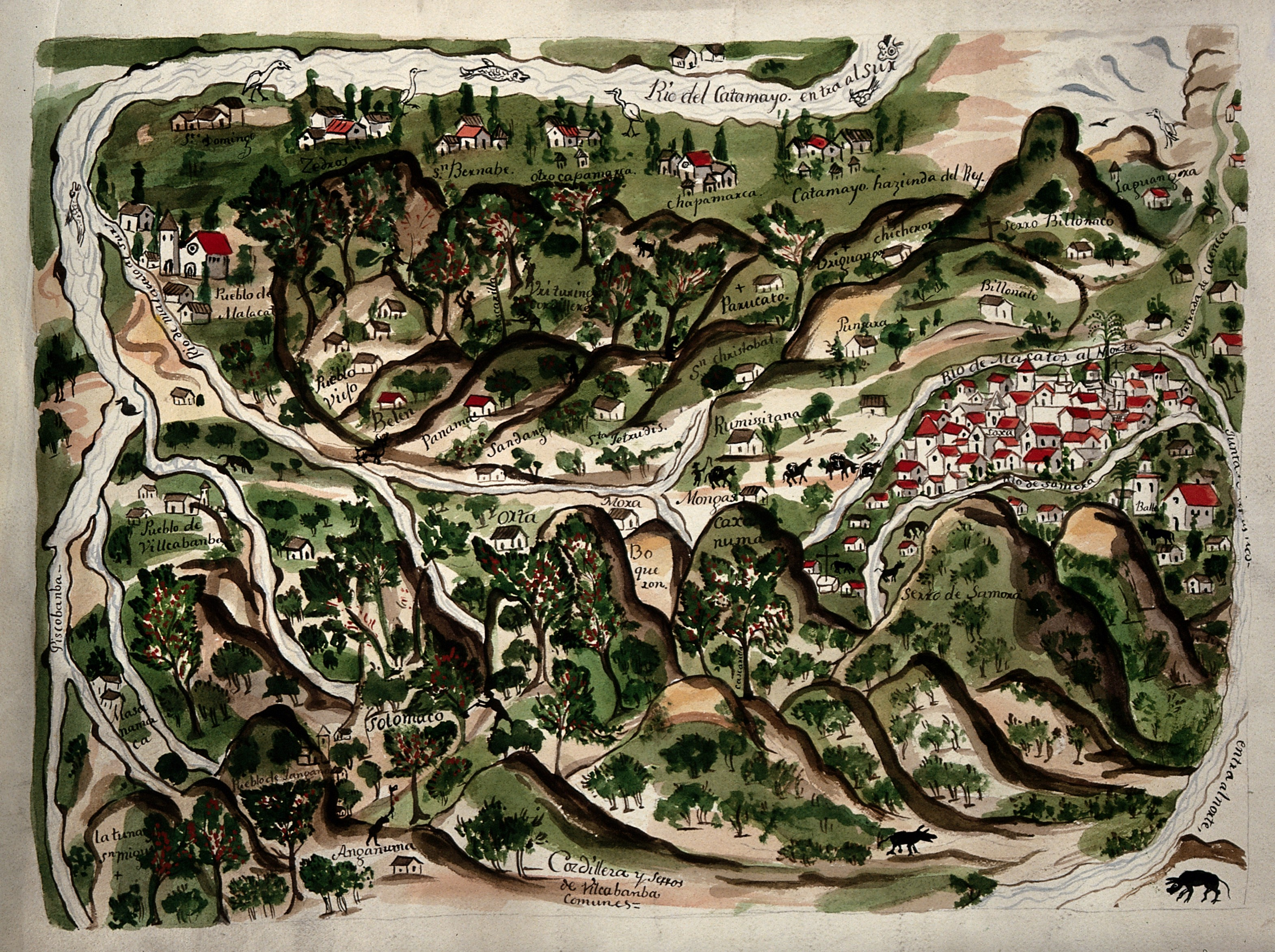
Mapa de Loja y su provincia

El sentimiento étnico del lojano se manifiesta en una profunda identificación con su tierra natal, sea cantón o parroquia, más que con la autodenominación "chazo", aunque reconozcan a otros como tal. Este fuerte sentido de pertenencia se traduce en la formación de "colonias" de lojanos en ciudades como Quito y Guayaquil, y de asociaciones cantonales dentro de la propia Loja, donde el orgullo por los orígenes y ancestros es palpable. La importancia de la familia y el "buen nombre" son tradiciones arraigadas. Se observa una sutil diferencia cultural entre los citadinos originarios de la cordillera occidental y los chazos del suroccidente, así como una clara distinción con la población indígena de Saraguro, donde los chazos se identifican precisamente por no ser indígenas y asemejarse a los habitantes del sur occidental.

### Religión
La religión en la población chaza, al igual que en gran parte de Ecuador, es predominantemente católica. Sin embargo, su devoción a la Virgen del Cisne es una particularidad central, a tal punto que incluso los no creyentes se consideran culturalmente devotos. Esta fe fervorosa impulsa las fiestas de los pueblos entre Loja y El Cisne, y la visita anual a la Basílica es una obligación para muchos. Las festividades religiosas a menudo se prolongan con celebraciones sociales, donde se destacan los bailes y el consumo de aguardiente. La influencia de estas costumbres del sur se extiende cada vez más hacia el norte, impactando la cultura de la capital provincial, especialmente a través de los migrantes que forman nuevos barrios y traen consigo sus tradiciones religiosas y festivas.

### Los chazos y los judíos sefarditas
Existen estudios que vinculan a los judíos sefarditas con los "chazos lojanos" a través de una influencia judía en la cultura lojana que se llevó a cabo a partir de la presencia de familias que llegaron a la región y contribuyeron a su desarrollo cultural y económico. Dentro de los elementos de la cultura sefardita que se integraron en la cultura lojana a lo largo del tiempo se encuentran los rasgos genéticos y fenotípicos que podrían tener un origen semítico, lo que sugiere una herencia genética de las familias judías que se asentaron en la región. A esto se suman las costumbres y tradiciones respecto a funerales, comida y expresiones. Además se conoce que hubo una importante influencia económica y comercial especialmente a través de los arrimazgos que fue el contrato de trabajó fundamental durante la colonia, a diferencia de los huasipungos que eran más frecuentes en el centro norte de la sierra ecuatoriana.

## Cultura

### Idiosincrasia
Demuestran un profundo respeto por las instituciones, especialmente la familia, acatando tanto los preceptos religiosos como las leyes civiles en su formación. También valoran la propiedad privada y el respeto a los mayores. Sin embargo, mantienen una marcada desconfianza hacia el gobierno, independientemente de ideologías o partidos, una postura que se ha forjado por el aislamiento histórico y la percibida desatención gubernamental, lo que les ha llevado a confiar más en sí mismos que en las instituciones nacionales. Aunque no son supersticiosos, aceptan las prácticas de la medicina tradicional andina, posiblemente por influencia de las costumbres peruanas, mezclando lo empírico con la fe en lo divino y los milagros. El honor es un valor supremo para los chazos, combinado con la modestia. Su tesón se evidencia en la capacidad de permanecer en su tierra, que no es un paraíso, o de emigrar en busca de mejores oportunidades.
 

El orgullo de su origen europeo es una característica destacada entre los chazos, quienes se reconocen con poca ascendencia indígena. Ángel Felicísimo Rojas los define como:
Un mestizo con una gran proporción de sangre blanca y un fuerte rezago de espíritu español, que el aislamiento secular en que ha vivido la región, por otra parte autárquica, ha podido conservar con sorprendente persistencia.
La tradicional solidaridad campesina, descrita por intelectuales de principios del siglo XX, ha experimentado cambios debido a la parcelación de tierras de la Reforma Agraria, lo que ha generado la aparición de finqueros y pequeños propietarios, con manifestaciones ocasionales de egoísmo y oportunismo. A pesar de esto, se considera que la vida en la provincia es más humana, y los chazos son percibidos como más naturales, buenos y rectos que los citadinos, en quienes se observan rasgos de inmoralidad, corrupción y competencia.

### Acento
El lenguaje es otra característica distintiva del chazo. Aunque hablan español, su forma de expresarse y su vocabulario difieren de los de la capital provincial y el resto del país. Se considera que el habla lojana es "castellana" y "castiza", con una pronunciación clara de letras como la "j", la "ll" y la "r", especialmente acentuada en el sur de la provincia. Además, utilizan un repertorio de palabras propias, los "lojanismos", que enriquecen su comunicación. Ejemplos incluyen "alaraca" (planteamientos sin base), "alaja" (agradable), "arrimado" (campesino no propietario), "buchido" (llevar cargado a la espalda, especialmente un niño), "casero" (persona común o comprador), "coche" (cerdo), "curco" (jorobado), "curungo" (desnudo), "cojudo" (lento de pensamiento o fácil de engañar), y "chompa" (prenda que cubre la parte superior del cuerpo). También es común el uso de diminutivos, como "acasito" o "ratito", que pueden expresar modestia, humildad o la minimización de problemas. 
Esto fue resumido de la siguiente manera:

La castidad del lojano se debe a muchos factores, ya sean geográficos, sociales, económicos, etc., el habla lojana, contiene un tono neutral que muchas veces se emplea y se ve empañado por los singularísimos propios de Loja. Es este cúmulo de peculiaridades, de similitudes y diferencias con el resto de la patria y del mundo hispanohablante, es lo que hace que los lojanos reflejen su idiosincrasia, en su forma de hablar.
Estudios de lingüística: literatura, educación y cultura

### Vestimenta

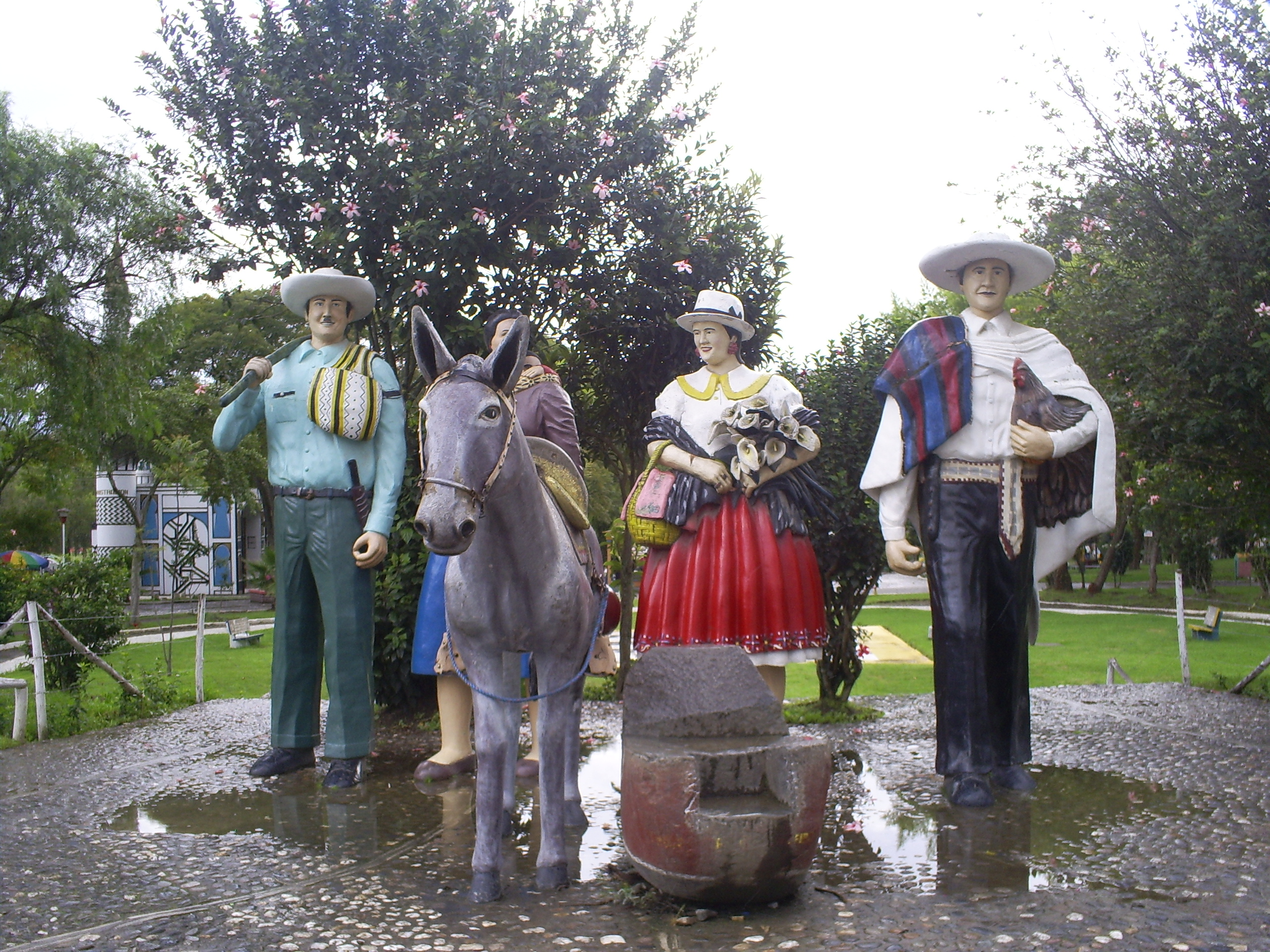
Representación tradicional de los Chazos con su alforja y poncho

La vestimenta del chazo, el campesino del Austro ecuatoriano, refleja la rica diversidad geográfica y climática de la región, variando significativamente entre las zonas altas y cálidas. Esta indumentaria no es uniforme y presenta particularidades distintivas dependiendo de la localidad, como se observa al comparar la vestimenta de un chazo de Zaruma con la de uno de Tarqui.
Para el hombre chazo, algunas prendas recurrentes incluyen la camisa, usualmente blanca o de otros colores, a menudo con cuello abierto y confeccionada en casinete. Los pantalones, de lino o casinete, pueden ser largos o remangados, aunque los chazos con mayores recursos o en eventos especiales optan por pantalones de montar y chaquetas de cuero. El poncho es una prenda esencial para protegerse del frío, variando desde modelos de lana de oveja (frecuentemente rojos con franjas negras) hasta ponchos ligeros de algodón blanco con rayas azules o lisos para el uso diario. La alforja también es importante y representa la actividad agrícola tradicional del chazo: el cultivo de café. El sombrero es un elemento icónico de la indumentaria del chazo, con estilos diversos como los sombreros macareños de alas enormes, sombreros de paja (incluyendo los "zambas" de Macará) y sombreros de paño negro, a menudo pesados y con alas desplegadas. En cuanto al calzado, pueden usar zapatos o botas, a veces denominadas "botas a la española" o "botinazos de suela de mercado", reservados para ocasiones específicas como visitas a la ciudad. Los accesorios son parte integral de la vestimenta masculina: un cinturón adornado con piezas de plata, del cual suelen colgar un revólver y un machete en vainas de cuero repujado. Las alforjas y, tradicionalmente, un caballo o mula de paso llano (hoy reemplazados por vehículos), complementan su equipo. Algunos chazos también portan un bastón nudoso.
La mujer chaza, a diferencia de la "chola", viste comúnmente falda o vestido largo, chalina o pañolón y zapatos de taco medio. La vestimenta del chazo puede ser llamativa, especialmente en festividades, donde las mujeres lucen blusas multicolores y los hombres jóvenes adoptan chalecos de tonos vibrantes (rojos, verdes, azules), contrastando con los ponchos más sobrios de los mayores.

### Literatura chaza

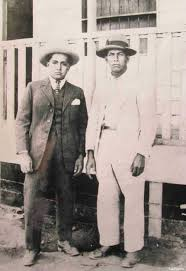
Naún Briones (izq.) tomada en 1920

La cultura chaza, arraigada en el sur del Ecuador, ha encontrado en las obras de Ángel Felicísimo Rojas y Eliécer Cárdenas importantes representaciones. Ángel Felicísimo Rojas, con su novela "El éxodo de Yangana", narra la historia de un pueblo del austro ecuatoriano que se enfrenta al gobierno y se declara en rebeldía. Retrata de esta manera la clara solidaridad chaza, el arraigo por su tierra, la desconfianza tradicional contra el gobierno. También en su obra "Banca", presenta a Bartolomé como la personificación individual (no como pueblo a diferencia del Exodo de Yangana) del chazo lojano. Por otra parte, Eliécer Cárdenas dentro de su obra presenta también esta cultura a través de su trilogía bandolera, donde destaca "Polvo y Ceniza", y su drama "Morir en Vilcabamba". Aunque "Polvo y Ceniza" se centra en la figura de Naún Briones y su lucha como bandolero en el contexto rural del austro ecuatoriano. La obra de Cárdenas, si bien aborda el fenómeno del bandolerismo, no deja de lado la representación de la vida rural y los desafíos que enfrentan sus habitantes. Por otra parte, la literatura ecuatoriana ha retratado la figura del chazo a lo largo de varios autores en otras obras. Esta representación no solo documenta una realidad étnica, sino que también contextualiza culturalmente a un sector importante de la población rural ecuatoriana.
- Benjamín Carrión en "Por qué Jesús no vuelve" lo describe a una campesina con "bella cabeza redonda, ojos grandes y oscuros, tez blanca, mate, constelada de pecas, nariz regular, boca de labios finos, majestuoso talle y anchas caderas, cabello lacio negrísimo, peinado en dos bandas". Aunque no usa la palabra "chazo", la descripción se alinea con las características atribuidas a este grupo.[13]
- El autor costeño Joaquín Gallegos Lara es más explícito al referirse a una mujer como "una campesina no india, de esos campesinos a los que dicen chazos. Era alta y blanca. Vestía falda oscura. Se envolvía en un pañolón. Por los hombros le caían largas trenzas".[14]
- El escritor lojano Carlos Manuel Espinosa (2015) presenta personajes como Don Eliseo, descrito como "alto y rubio, de ojos claros y abultado abdomen" y una mujer con "cara bonita, con dos graciosos hoyuelos en las mejillas. Sus labios eran finos y sus dientes blancos y parejos. El cabello castaño, partido en dos bandas, terminaba en un par de trenzas entretejidas con cintas de color rosado. Y sus grandes ojos zarcos tenían el color de los cañaverales maduros".[15]
- El escritor cuencano Manuel María Muñoz Cueva también aporta descripciones significativas. Uno de sus personajes es "Alto y cenceño, tenía esa rubicundez, de sugerencia bárbara, de los pueblerinos de raza blanca. Y ese acento esdrújulo en el hablar, tan marcado en los morlacos de su calidad". También describe a Carolina como "una rubia de rasgos delicados, con aquellas bellas características de raza blanca, que todavía existen en los campos. Una ‘celta’ como decía un señor canónigo, profesor de Historia, que visitaba la casa". En otra cita, describe a un muchacho "muy blanco; y era su cabello abundoso y de un parejo y hermoso color rojo-cobre. Un mechón de cabello se le caía por la frente, como una herida abierta. Los ojos eran oscuros, muy oscuros, y miraban asustados."[16]

### Gastronomía chaza

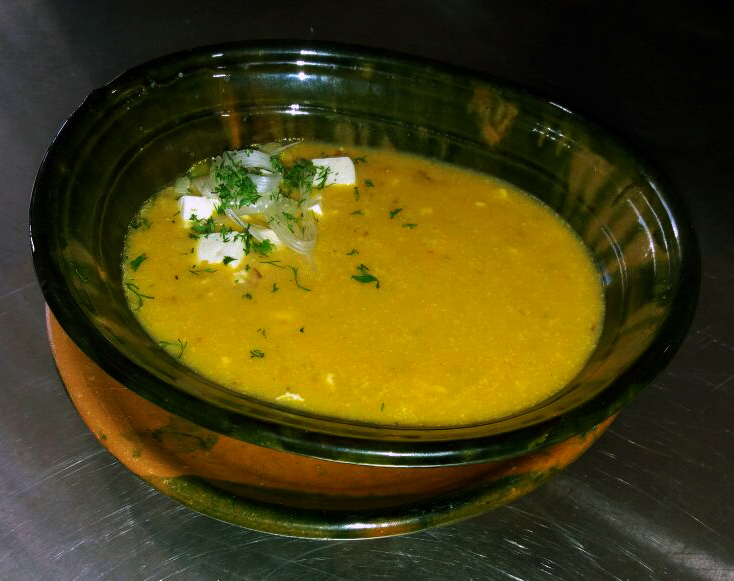
Repe lojano

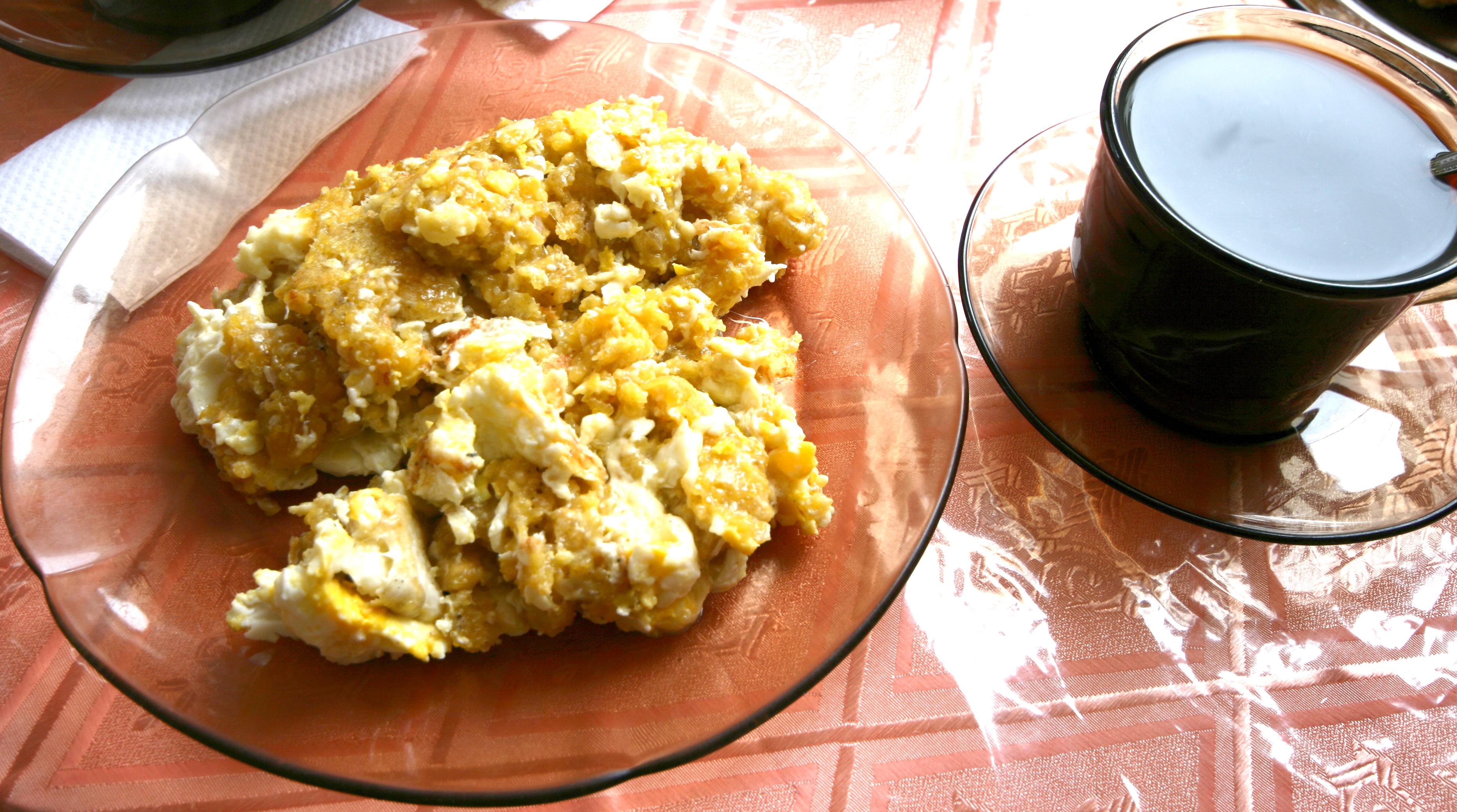
Tigrillo con café de Zaruma

La gastronomía chaza se distingue por su riqueza y variedad, arraigada en la tradición y los productos locales. Si bien su cocina ofrece una amplia gama de platos, hay varios platos que destacan, entre ellos el café, la cecina y el tigrillo. El café lojano y zarumeño, son muy apreciados por su alta calidad. Esta bebida es tradicional de esta región que se caracteriza por su cultivo debido a su clima apto para su desarrollo. La cecina, un plato a base de carne de cerdo finamente fileteada y sazonada, se seca al sol y se asa a la parrilla, sirviéndose tradicionalmente con yuca y un curtido de cebolla. El tigrillo, un bolón de plátano verde con maní, es un desayuno insignia de la región. Más allá de estos tres elementos, la gastronomía chaza abarca una diversidad de sabores y preparaciones. Entre sus sopas se encuentra el repe, una sopa cremosa elaborada con guineos verdes, y el sango, una mezcla de harina de maíz y leche. Los productos del maíz y el choclo son protagonistas en platos como los tamales y las humitas, ambos envueltos en hojas y cocinados al vapor. Los postres, por su parte, son sencillos pero deliciosos, destacando los higos con queso y la miel con quesillo, ambos a base de panela y productos lácteos locales. A estos platos se suma el ají de pepa, un acompañante infaltable elaborado con pepas de zambo tostadas. La culinaria de la región también incluye una variedad de frituras y productos de panadería. La fritada, trozos de costilla de cerdo fritos con naranja, se sirve con mote y plátano. Las tortillas de gualo, hechas con choclo maduro, son perfectas para acompañar el café. Finalmente, se encuentran delicias como las quesadillas rellenas de chuno y las empanadas de viento con quesillo, que junto a los higos con queso y la horchata completan el perfil de esta rica tradición culinaria.

## Vivienda

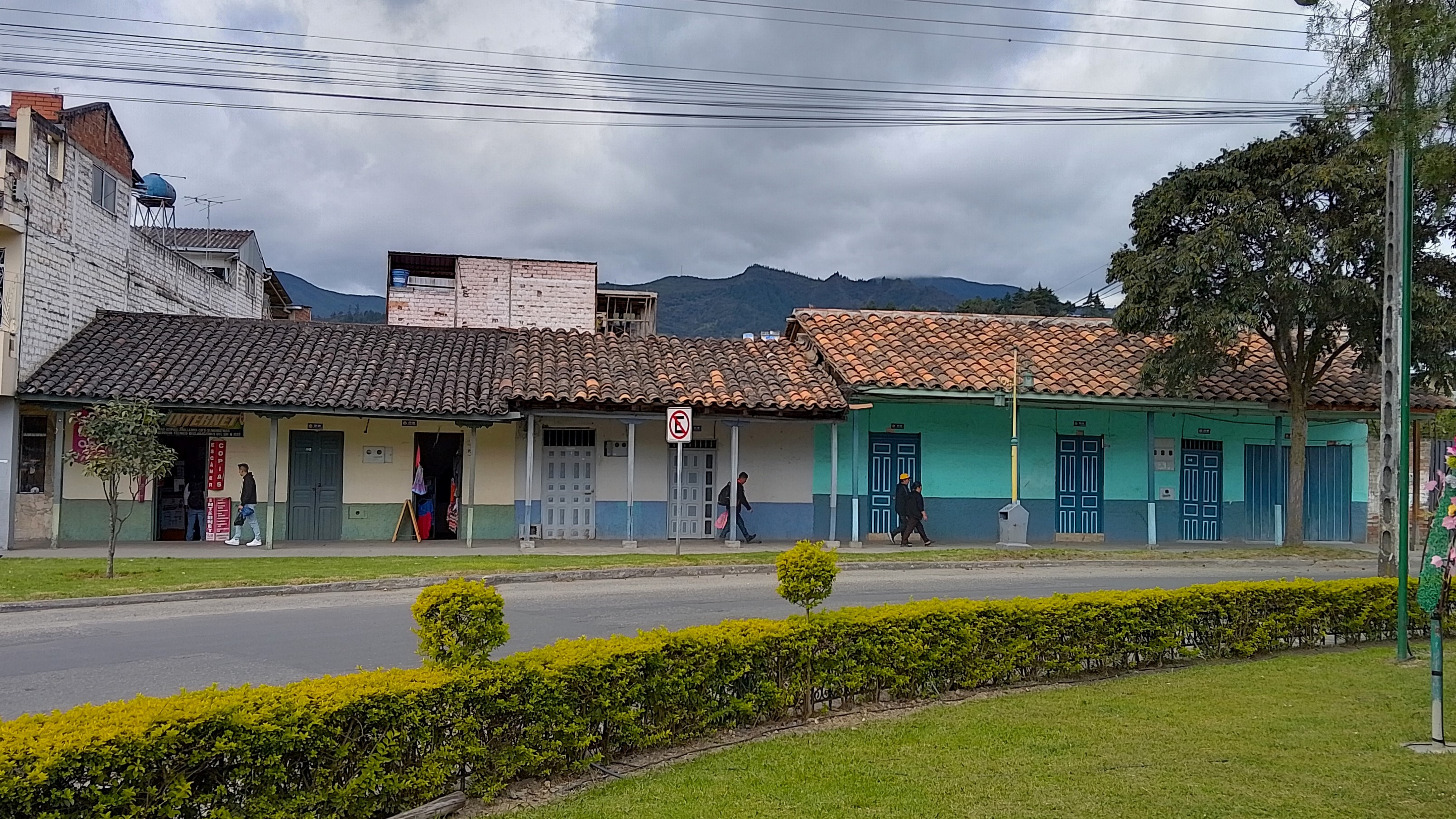
Casas en Loja con "galerías" donde se puede caminar en la vereda con una cubierta contra el sol

Las viviendas de los chazos varían según el clima de la región, ya sea en el subtrópico o en la sierra. Tradicionalmente, estas casas se construían con adobe o bahareque, pudiendo ser de uno o varios pisos. Una característica distintiva de las paredes exteriores era el "champeado". Este proceso consistía en incrustar trozos de ladrillo o teja en la pared de barro, para luego aplicar una mezcla de arena y cemento. El resultado era un enlucido áspero y grueso que servía para proteger la pared de la humedad. En el interior, las habitaciones se empañetaban con una mezcla de barro y boñiga, sobre la cual se podía aplicar blanqueador o pintura.

### Galerías

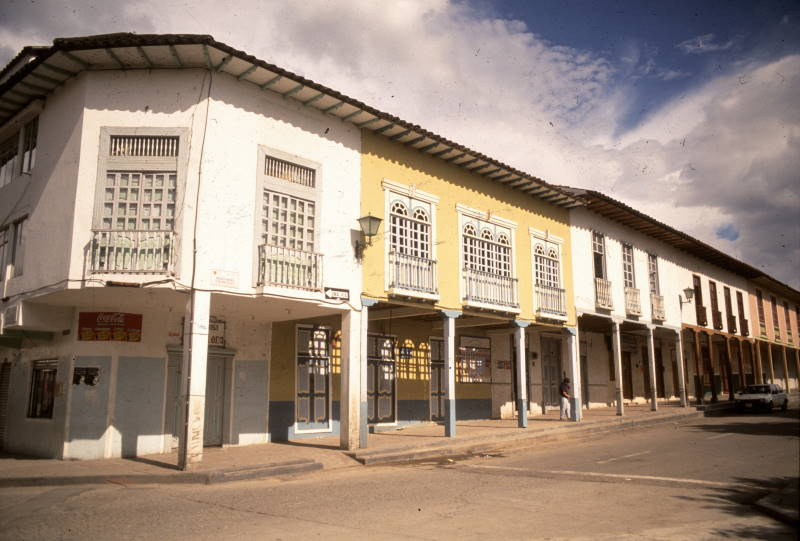
Calle tradicional en Loja

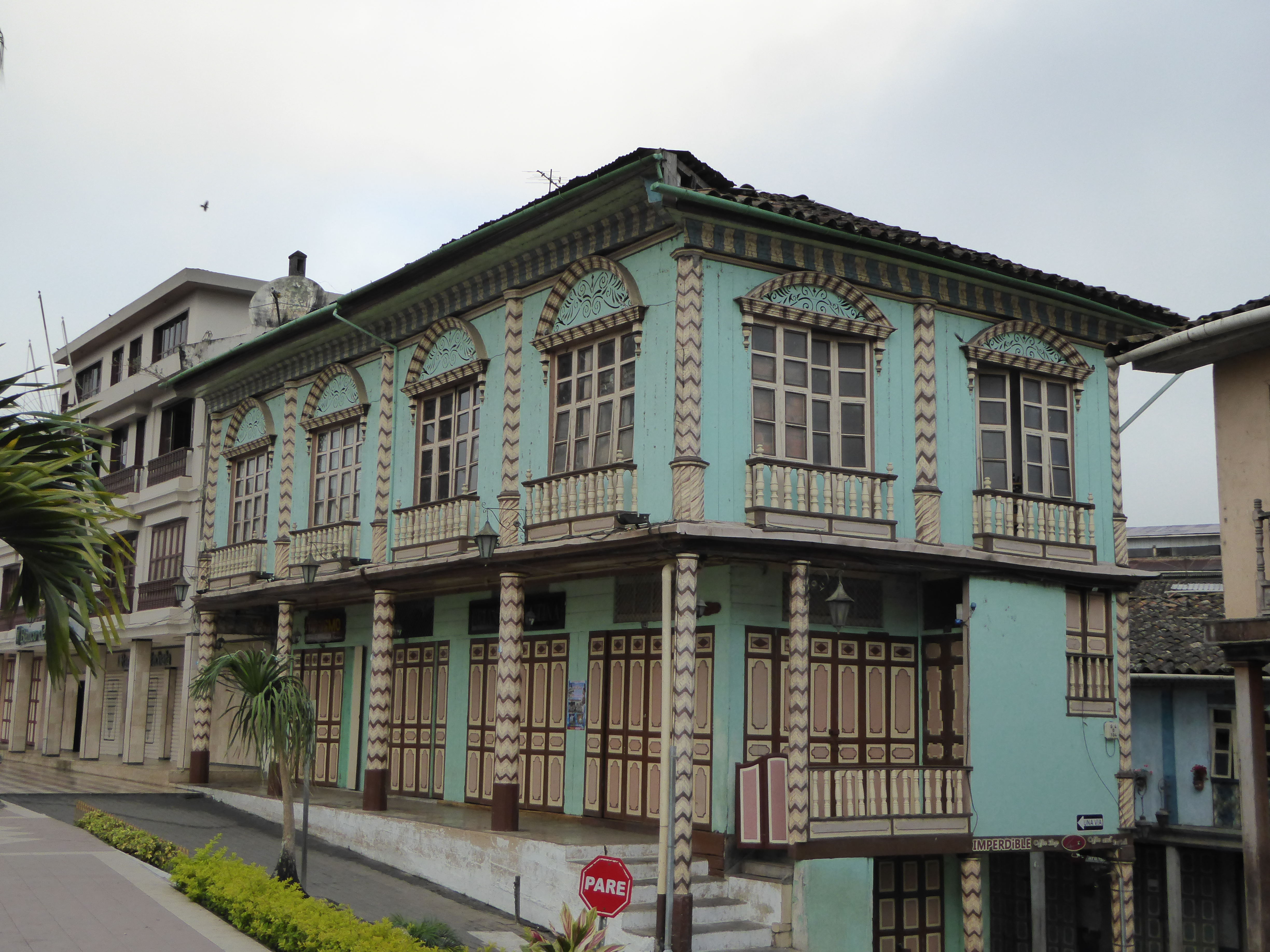
Casa tradicional en Zaruma

Los techos solían ser de teja, aunque ahora también se usan materiales como el zinc o el árdex. Sus fachadas presentaban usualmente "galerías" para permitir caminar bajo la sombra, algo muy común en la costa ecuatoriana pero que en la arquitectura tradicional chaza se encuentra presente también. Un elemento común en el centro de la cumbrera del tejado es una cruz de metal o mármol, cuya colocación es motivo de una celebración especial durante la construcción de la vivienda. Otro ejemplo importante de esta arquitectura se encuentra en Zaruma, declarada Patrimonio Cultural de Ecuador. Asentada en un terreno montañoso y sin seguir el tradicional trazado en damero, sus edificaciones se acoplan a la topografía, creando un paisaje urbano sinuoso y pintoresco. El rasgo más distintivo de Zaruma es el uso predominante y profuso de la madera en sus fachadas. Las construcciones, datadas principalmente de los siglos XIX y XX, exhiben balcones torneados, molduras, calados de tímpanos y elaborados arabescos, todo finamente tallado en maderas locales como el guayacán y el cedro. Esta riqueza ornamental confiere a las edificaciones una textura y un carácter visual típicos, reflejando una fusión de técnicas constructivas vernáculas con influencias republicanas y, en algunos casos, detalles neogóticos.

### Policromía
Tanto en Zaruma como en Loja se puede observar la presencia de policromía de las fachadas como un elemento central de su estilo. Sin embargo, la identidad arquitectónica de Zaruma se define por la calidez y la artesanía de la madera. El bahareque, combinado con la madera, también fue una técnica común, evidenciando la adaptación a los materiales disponibles. 

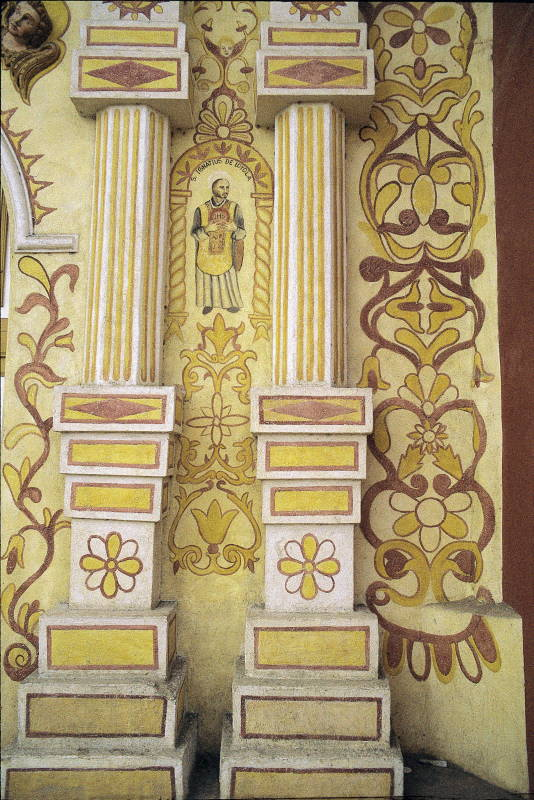
Detalle de la Iglesia de San Juan Bautista en Loja
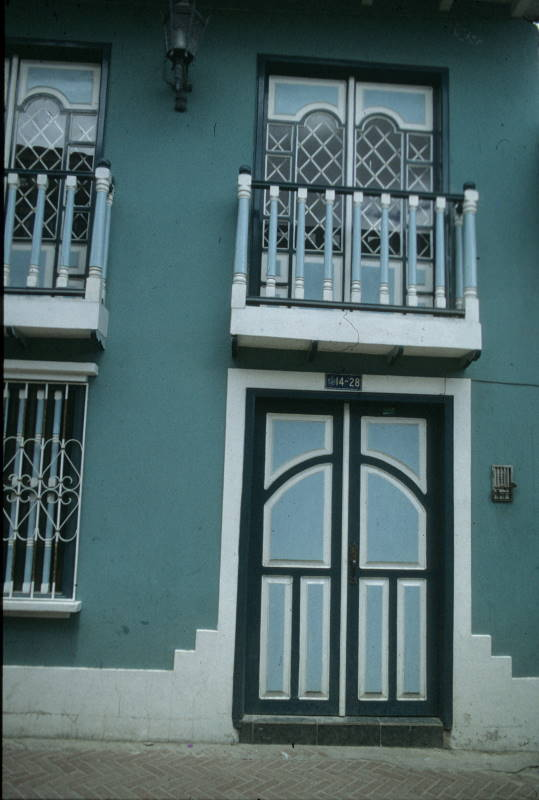
Balcón y puerta de una casa en Loja
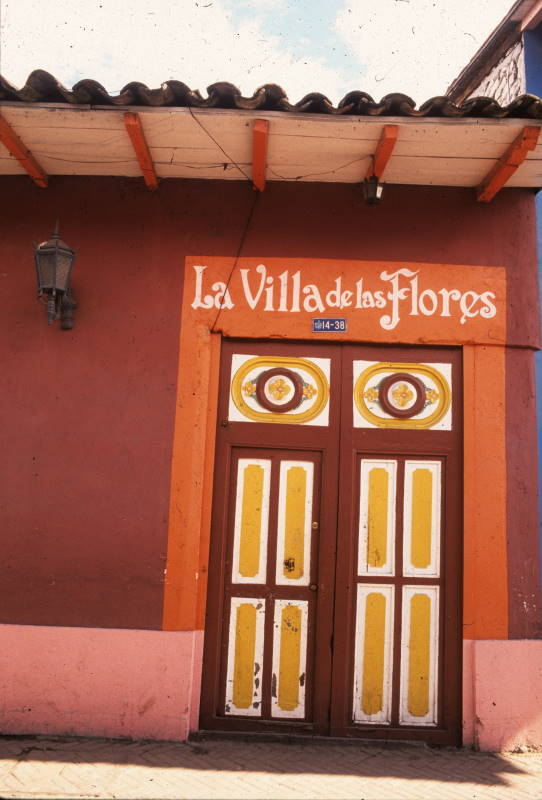
Inscripción sobre una puerta

### Arquitectura religiosa

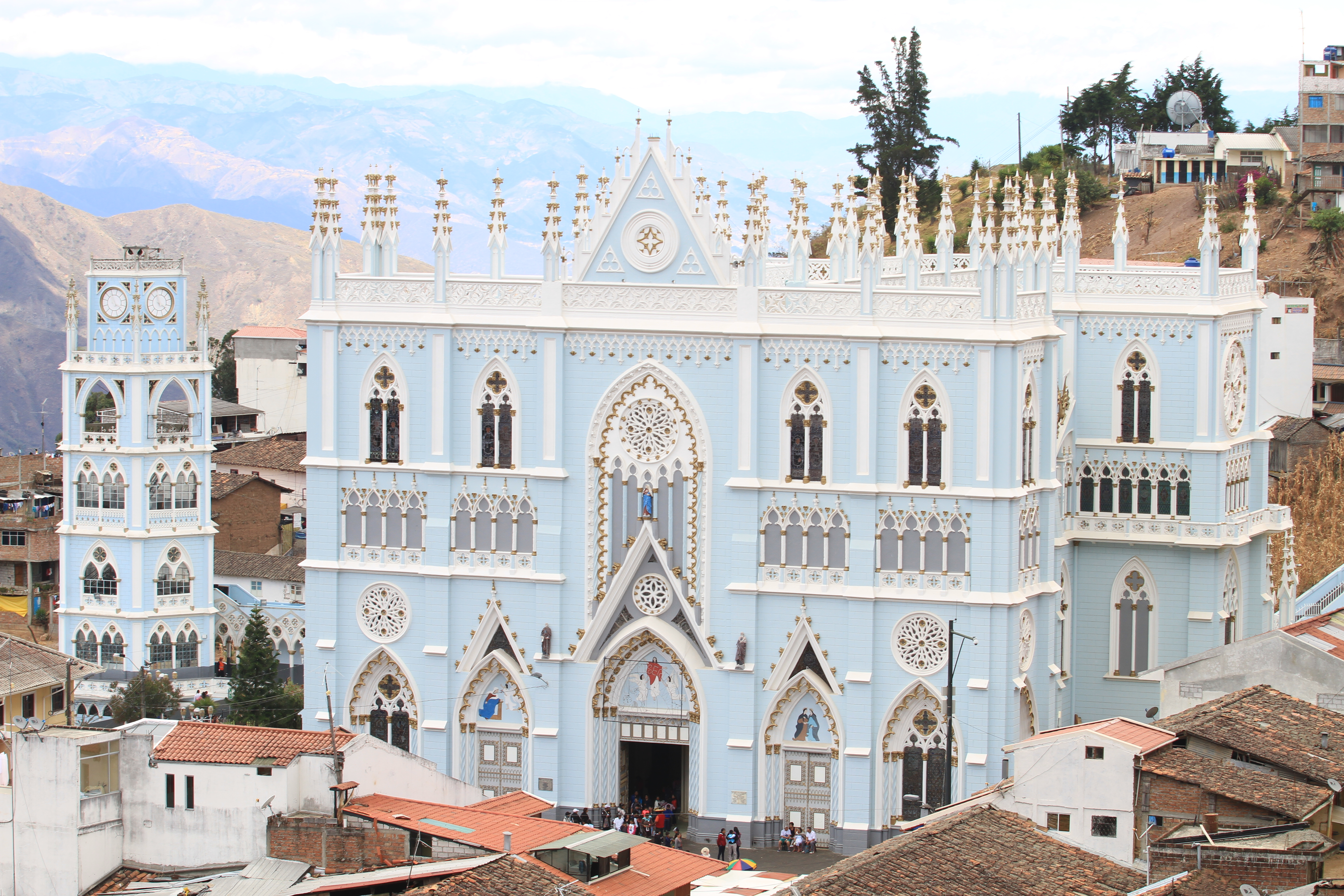
Basílica de El Cisne

La arquitectura religiosa se caracteriza por influencias neogóticas y neoclásicas (arquitectura republicana) que han dejado una profunda huella en el Austro ecuatoriano, que le diferencia de la predominante arquitectura barroca de la sierra centro norte y de la ciudad de Quito. Particularmente en el Santuario de la Virgen del Carmen en Zaruma y la Basílica de El Cisne, son ejemplos de arquitectura con claras influencias góticas, mientras que la catedral nueva de Cuenca, presenta clara influencia neoclásica. La Iglesia de Zaruma, construida en 1930, exhibe una fascinante mezcla de estilos gótico y mudéjar, destacando por sus elementos flamígeros en tallas de madera y detalles ornamentales. Por otro lado, la Basílica de El Cisne, en Loja, es un ejemplo del neogótico en la región. Su construcción, que se extendió desde 1934 hasta 1978, réplica con fidelidad las características del gótico medieval: pináculos, arcos ojivales y contrafuertes.

En general, las iglesias del Austro ecuatoriano, comparten una estética arquitectónica distintiva, influenciada por el estilo republicano y en ocasiones gótico y se lo puede observar en otras edificaciones. Una de las semejanzas más notables es la presencia de policromía en sus fachadas, como se aprecia en la Iglesia de Vilcabamba. Esta característica, junto con la simetría y el uso de elementos clásicos como columnas y frontones, subraya la influencia neoclásica, evidente en la Catedral de Loja y Machala, que a veces se combina sutilmente con rasgos góticos en torres esbeltas o pináculos. Esto último se encuentra presente incluso en iglesias de pequeños poblados como en la Iglesia de Macará. Además de la riqueza cromática y las influencias estilísticas, es común observar la presencia de relojes en una de sus torres, un rasgo funcional y estético emblemático del estilo neoclásico popular en los inicios de la etapa republicana. 

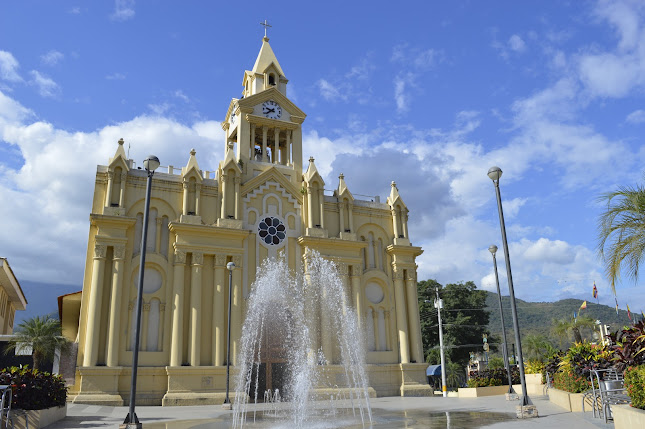
Iglesia de Macará, Provincia de Loja
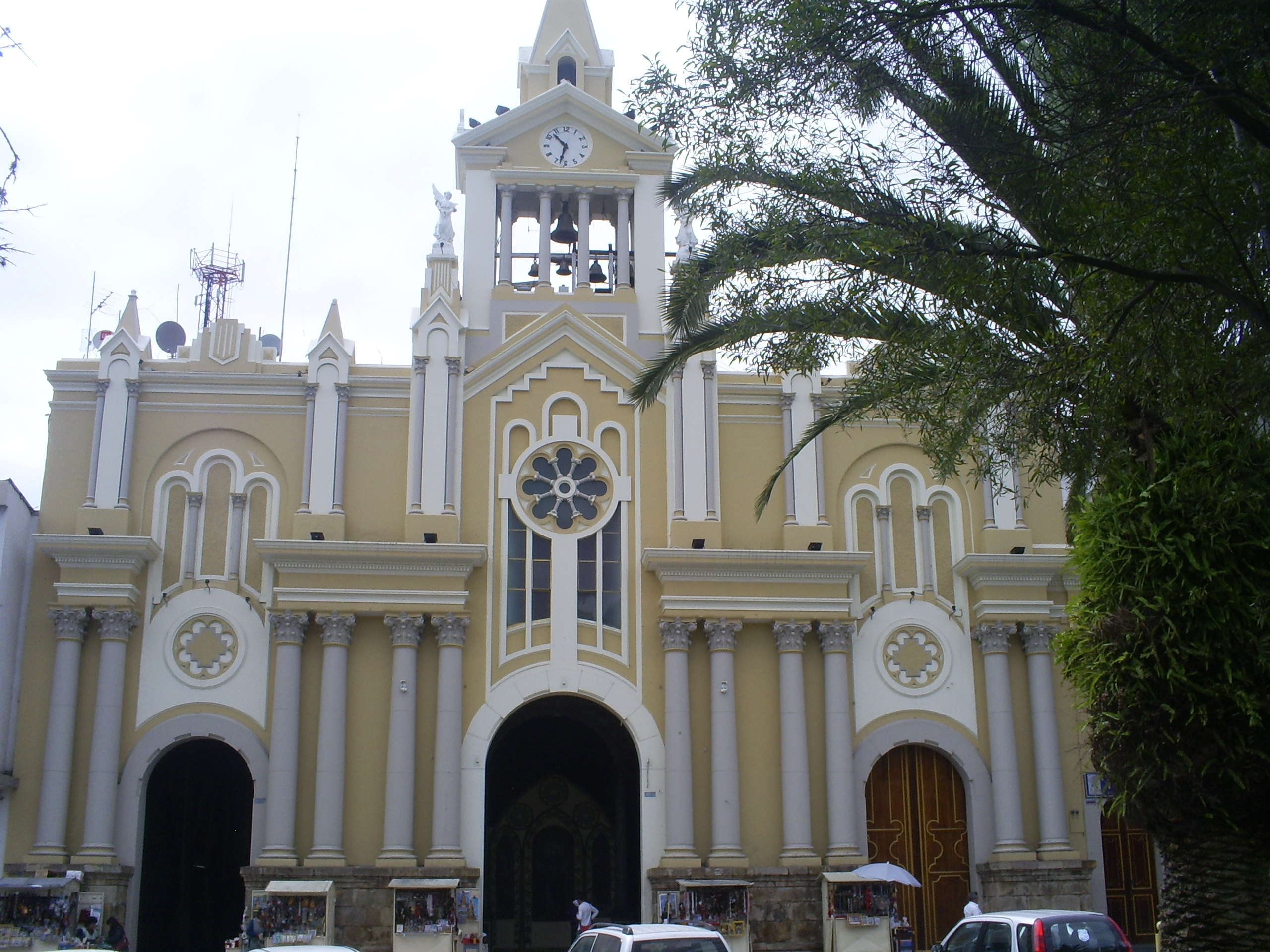
Catedral de Loja
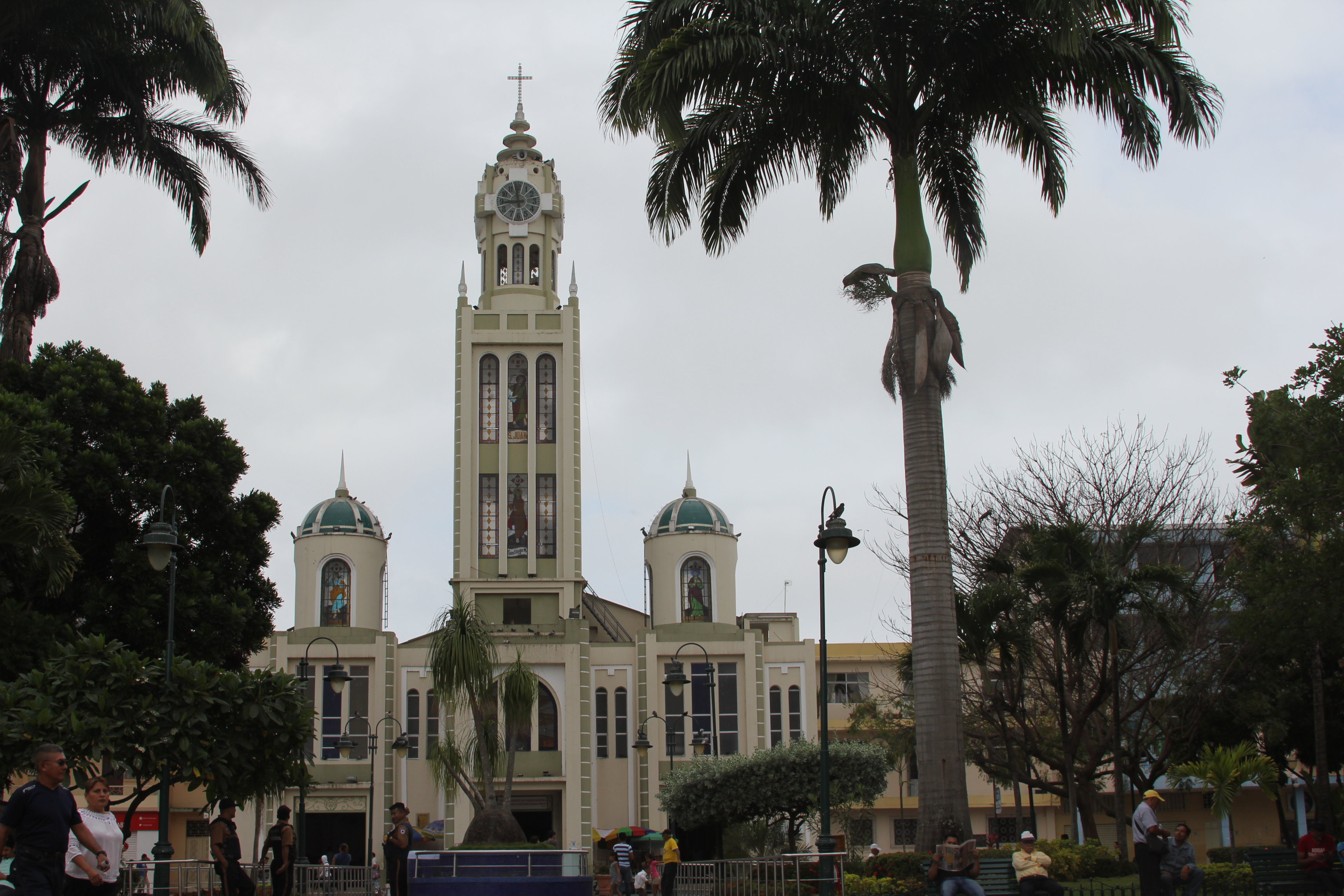
Catedral de Machala
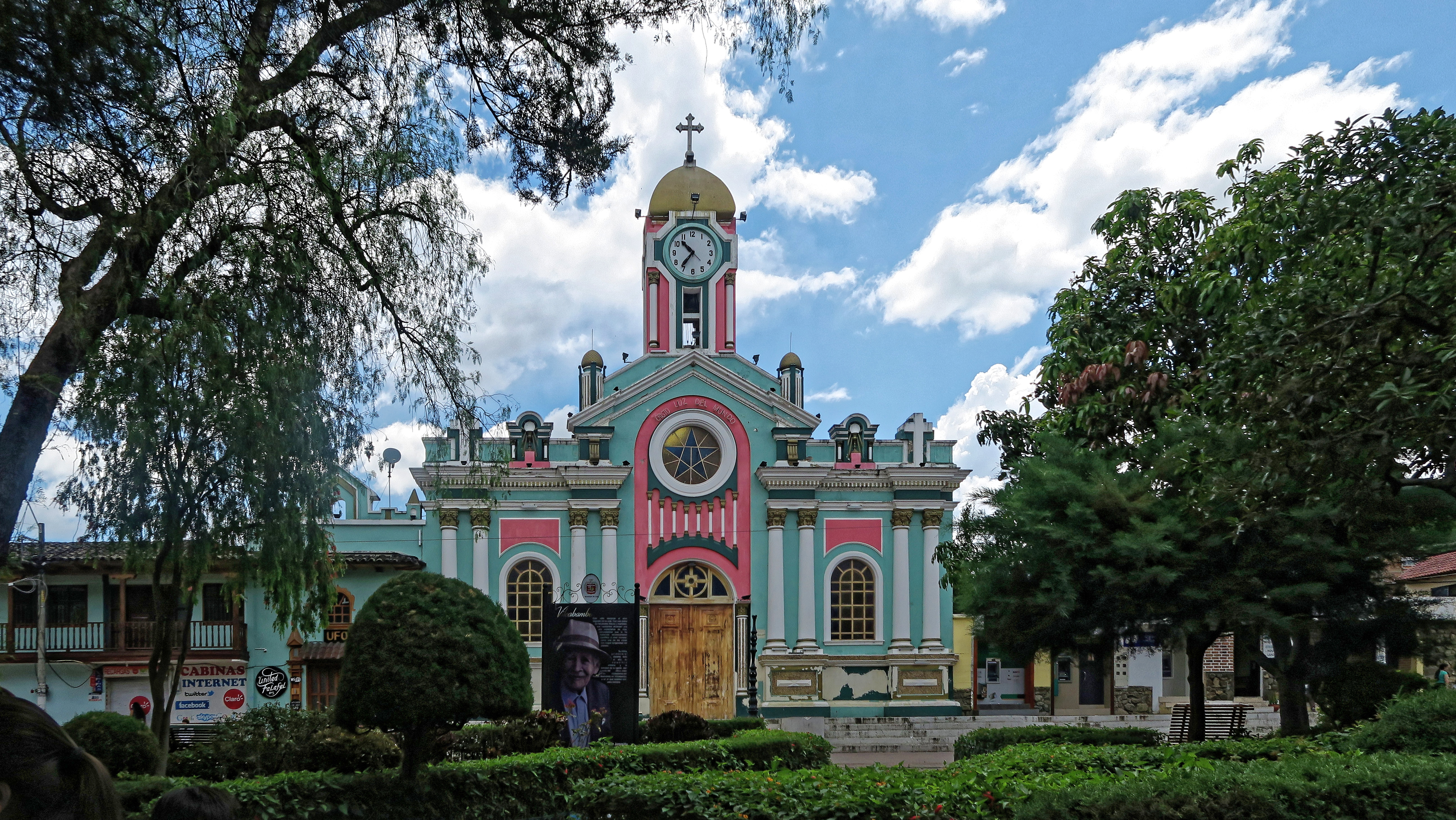
Iglesia de Vilcabamba
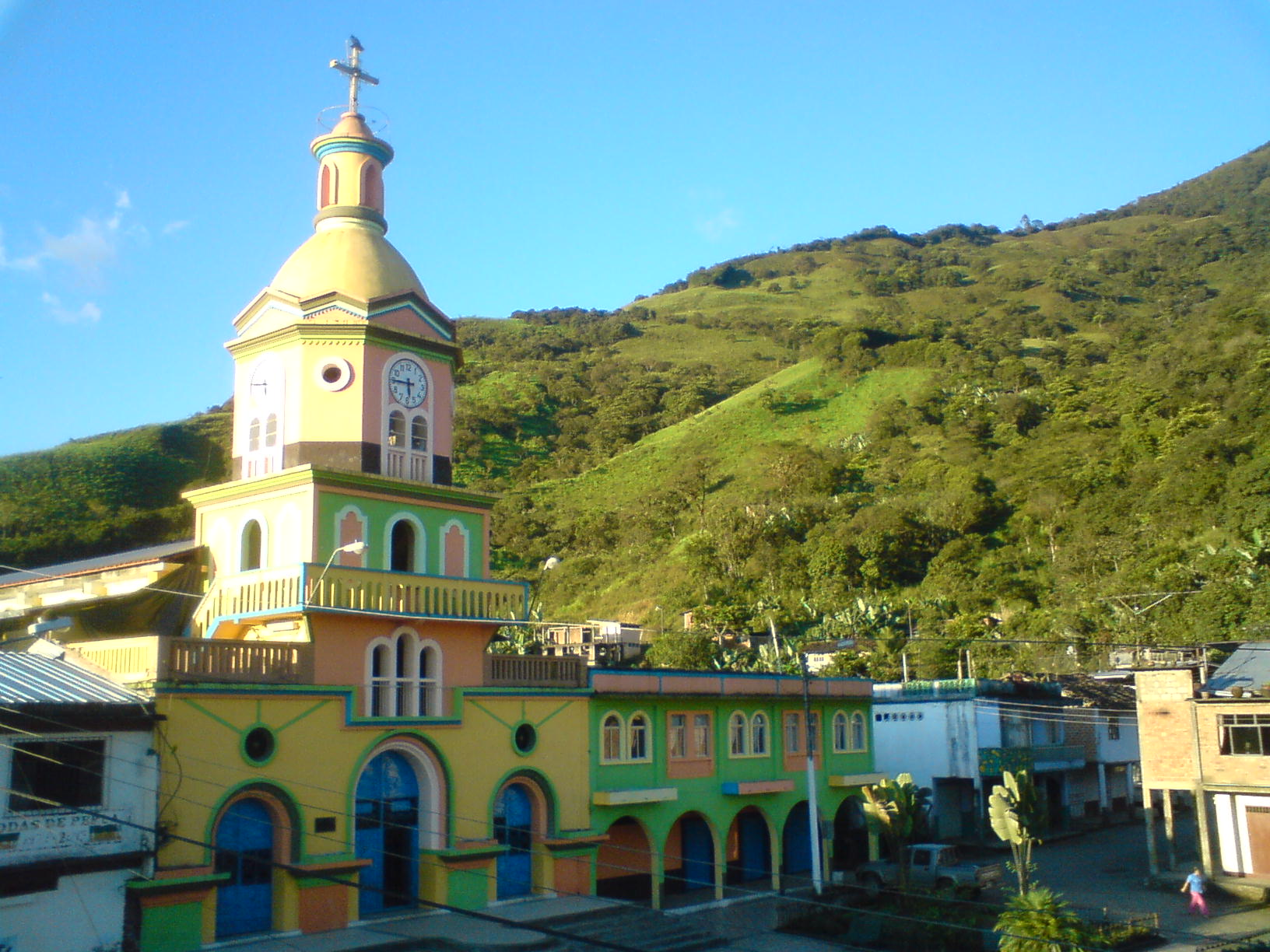
Iglesia de Huertas, El Oro
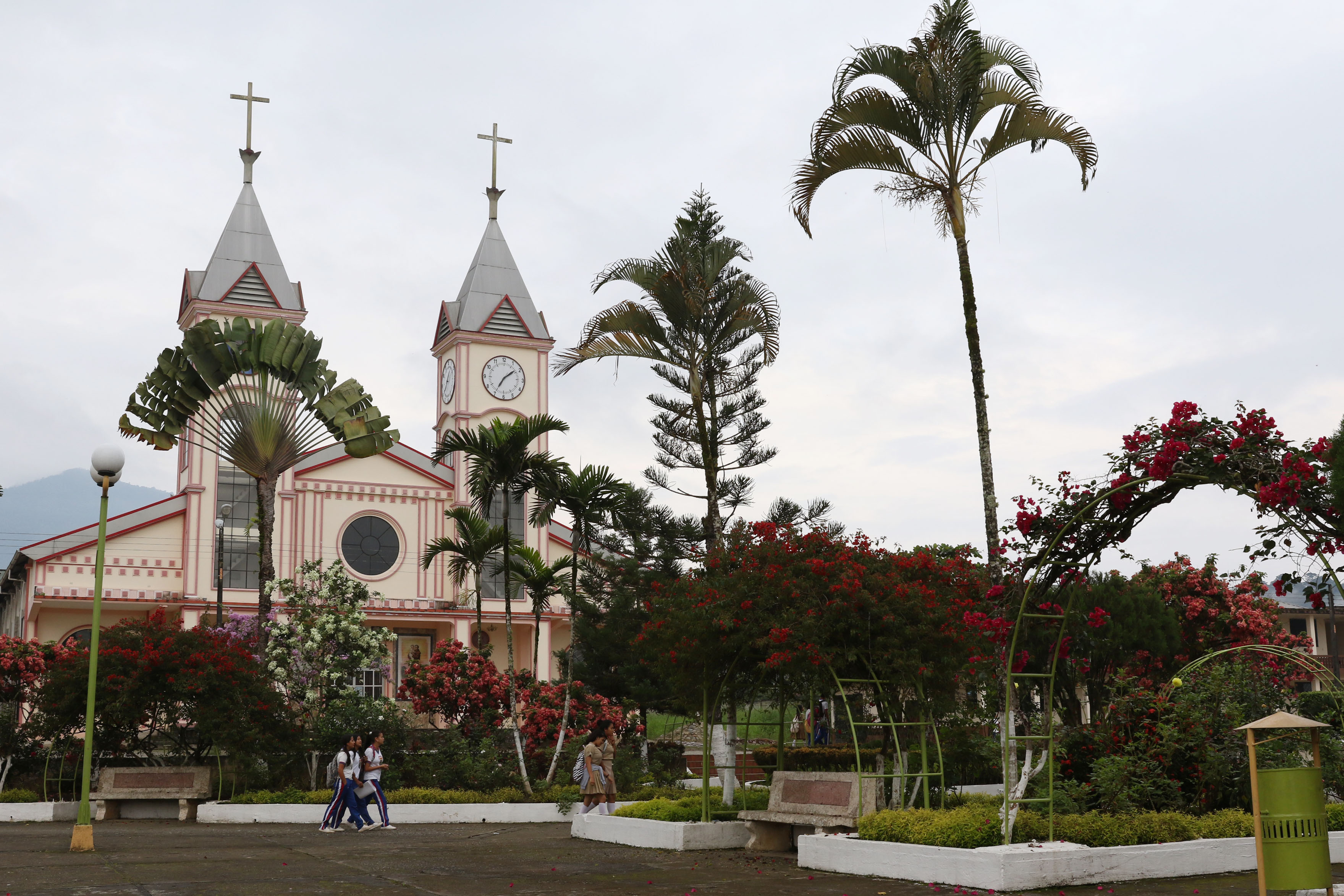
Iglesia de El Pangui Zamora Chinchipe
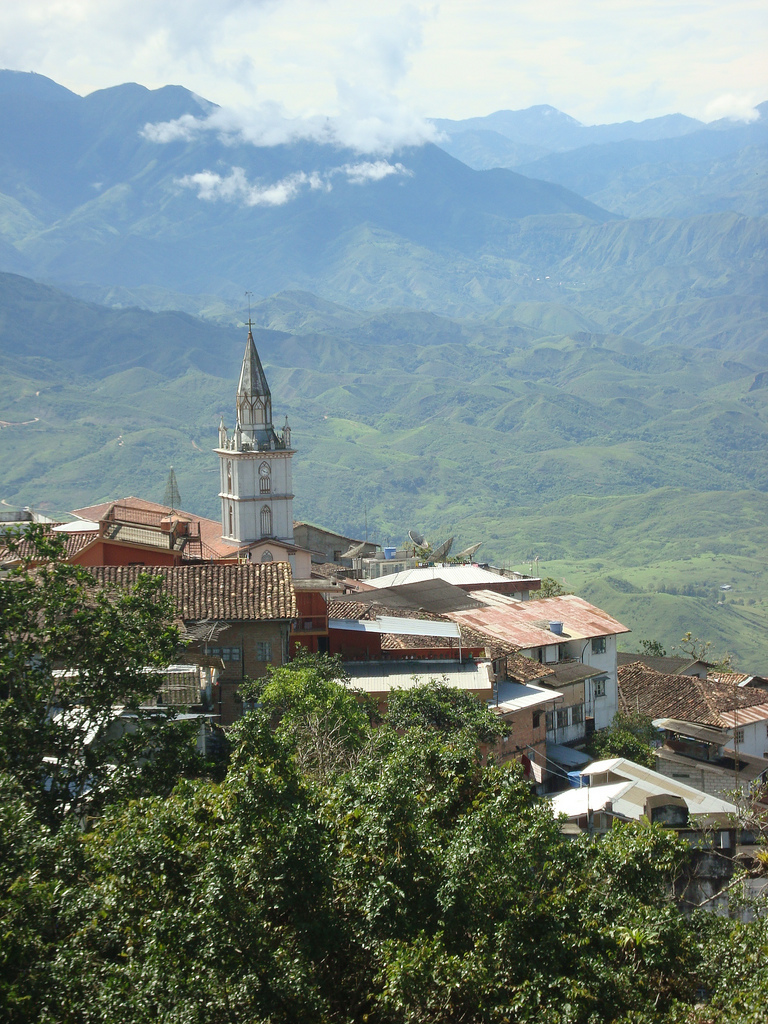
Iglesia de Zaruma, El Oro

## Actualidad

Estatua de un chazo cafetero, en Chaguarpamba

La identidad chaza, un pilar de la cultura popular lojana en Ecuador, se está difuminando, una preocupación compartida por numerosos intelectuales locales. Este fenómeno se atribuye tanto a la constante movilidad social dentro de la provincia como, de manera más influyente, a la irrupción de rasgos culturales foráneos que antes no sucedía debido al aislamiento del austro ecuatoriano. Estos elementos externos se adhieren a la idiosincrasia local, erosionando las características que históricamente definieron la singularidad de Loja. A pesar de esta clara tendencia, ha habido una notable falta de esfuerzos para catalogar, describir y preservar el prototipo de la cultura chaza, dejando esta valiosa identidad en riesgo de perderse. La noción de que "El chazo se nos va" no se refiere a una desaparición física de las personas, sino a una pérdida de visibilidad y relevancia cultural. Esta tesis sugiere que, si bien los chazos aún existen, han sido desplazados del centro cultural a la periferia, o incluso a una autoexclusión, asimilados por lo que algunos describen como un "simulacro cultural". En Loja, este proceso de aculturación se manifiesta en la adopción de nuevas formas culturales que, aunque no eliminan completamente las expresiones culturales genuinas, sí las superponen en la conciencia colectiva. Así, aunque las voces, leyendas y modos de vida chazos persistan en cierto nivel, ya no son tan evidentes o predominantes en el ámbito público.
En este contexto, la literatura emerge como una herramienta fundamental para la resistencia cultural. Textos que retratan la identidad chaza no solo sirven como testimonios históricos, sino que también actúan como catalizadores para el auto-reconocimiento y la toma de conciencia. Al conectar a los lectores con las particularidades de su propia cultura, estas obras fomentan una comprensión más profunda de las diferencias con otros grupos y estimulan la continuidad de la especificidad colectiva. De esta forma, la literatura se convierte en un medio para asegurar que la identidad chaza, y con ella la cultura popular lojana más auténtica, no caiga en el olvido.

### Relación con otros grupos campesinos
En Ecuador, la diversidad de la población campesina se manifiesta en distintos grupos que, si bien comparten una vida rural y dependencia de la tierra, se diferencian por su ubicación geográfica, tradiciones e identidad étnica. Además de los chazos, destacan los montuvios de la Costa, los chagras de la Sierra central y los cholos (en su acepción serrana y agrícola). Estos grupos encarnan la esencia de la vida rural ecuatoriana, manteniendo vivas sus prácticas agrícolas y ganaderas ancestrales. Los chazos, chagras y cholos serranos son considerados análogos en su rol de campesinos de la sierra. Los chazos, del sur de Ecuador, son parte del folclore lojano con vestimenta tradicional. Los chagras, de la sierra central (Pichincha), son conocidos por su destreza con los caballos y las actividades ganaderas en altura. Por su parte, los cholos (como la chola cuencana) representan a una población mestiza con fuertes raíces indígenas y una profunda conexión con la agricultura serrana, participando activamente en festividades populares. Cada uno de estos grupos aporta particularidades regionales y culturales a la identidad campesina andina.
Los montuvios, en contraste, se localizan en la Costa ecuatoriana, especialmente en la cuenca del río Guayas. A diferencia de los grupos serranos, los montuvios han logrado un significativo reconocimiento como grupo étnico y cultural propio, gracias a su concentración y número. Su vida está intrínsecamente ligada a la agricultura y ganadería de las llanuras y zonas fluviales, distinguiéndose por su ubicación costeña pero compartiendo el arraigo a las actividades rurales que definen a la población campesina de Ecuador. Por otro lado en la Costa se encuentran los cholos pescadores, concentrados en pequeños pueblos rurales a lo largo del perfil costanero.